# Оленев, Анатолий Петрович
Анато́лий Петро́вич О́ленёв (12 февраля 1956, Николаев, Украинская ССР, СССР) — советский футболист, полузащитник и тренер. Мастер спорта СССР (1977). Выступал за команды высшей лиги «Заря» (Ворошиловград) 1977—1980, «Днепр» (Днепропетровск) 1981—1982, «Металлист» (Харьков) 1985.

## Карьера
Детский тренер — В. И. Восковский, Николаев. Выступал на позиции полузащитника. Начинал карьеру в клубе «Судостроитель» (Николаев) (вторая лига чемпионата СССР), где сыграл первую игру 19 сентября 1974 против «Буковины» (Черновцы).
Летом 1977 года был приглашен в «Зарю» (Ворошиловград), команду высшей лиги чемпионата СССР. За «Зарю» выступал с 1977 по 1980 год, сыграл 150 игр, забил 11 голов, последний сезон проводил в Первой лиге чемпионата СССР, так как в 1979 году клуб из Ворошиловграда был понижен в классе.
В 1981 и 1982 годах выступал за «Днепр» (Днепропетровск) в высшей лиге. Сыграл 55 игр, забил 5 голов. Был призван в армию, и 1983 году играл за «СКА» (Киев) во второй лиге чемпионата СССР. По итогам сезона клуб стал чемпионом Украинской ССР.
В 1984 году вернулся в «Судостроитель» (Николаев), который тренировал Е. М. Кучеревский. По итогам сезона — бронзовый призёр чемпионата Украины.
1985 году по приглашению Е. Ф. Лемешко выступал за «Металлист» (Харьков) в высшей лиге (15 игр, 2 гола). Часть 1986 года провёл в Николаеве, после чего недолго играл за «Колос» (Никополь) в первой лиге чемпионата СССР. С 1987 по 1989 года Оленев — игрок «Шахтёра» (Павлоград) (вторая лига чемпионата СССР). Карьеру игрока завершал в махачкалинском «Динамо» в 1989 году (вторая лига чемпионата СССР).
В командах мастеров работал с известными тренерами: Е. Ф. Лемешко («Судостроитель», 1974, «Металлист», 1985), В. Т. Фомин («Судостроитель», 1977, «СКА», 1983), Й. Й. Сабо («Заря», 1977), В. А. Емец («Днепр», 1981—1982), Е. М. Кучеревский («Судостроитель», 1984).

## Достижения игрока
- Чемпион Украины (2): 1974 (Судостроитель), 1983 (СКА)
- Бронзовый призёр чемпионата Украины (1): 1984 (Судостроитель)
- Полуфиналист Кубка СССР (2): 1977 (Заря), 1983 (Днепр)
- Мастер спорта СССР с 1977 года.

## Тренерская карьера
Тренерскую карьеру начинал в «Шахтёре» (Павлоград) (вторая лига чемпионата СССР, 1990 год). В период 1994—1995 гг. — старший тренер «Химика» (Северодонецк), первая лига Украины.
В 1998 году — помощник старшего тренера команды «Есиль-Богатырь» (Петропавловск, Казахстан), высшая лига чемпионата Казахстана.
В период 2007—2009 гг. — помощник старшего тренера «Днепр-75» (Днепропетровск), вторая лига Украины.